# Abd Rabbuh Mansur Al-Hadi
Abd Rabbuh Mansur Al-Hadi (Arabisch: عبد ربه منصور هادي, ʿAbd Rabbihi Manṣūr Hādī) (Thakin in gouvernement Abyan, 1 september 1945) is een Jemenitisch politicus en lid van het Algemeen Volkscongres. Tussen 2012 en 2022 was hij president van zijn land.

## Presidentschap
Al-Hadi volgde op 27 februari 2012 zijn partijgenoot Ali Abdullah Saleh op na presidentsverkiezingen waar hij als enige aan mee mocht doen, waardoor hij 99,80% van de stemmen kreeg. Saleh had het ambt van staatshoofd gedurende de eerste 22 jaar na de vereniging van Noord- en Zuid-Jemen bekleed en was opgestapt na maanden van protest in het kader van de Arabische Lente.
Op 22 januari 2015 trad Al-Hadi af onder druk van Houthi-rebellen, die het presidentiële paleis in Sanaa hadden bezet en Al-Hadi vasthielden. De premier onder zijn bewind, Khaled Bahah, trad eveneens af. Op 6 februari 2015 werd Mohammed Ali al-Houthi, een rebel van de Houthi's, benoemd tot president van Jemen. Al-Hadi ontvluchtte Sanaa op 21 februari, nadat de rebellen hem onder internationale druk hadden laten gaan. Vanuit Aden verkondigde hij nog steeds de rechtmatige president van Jemen te zijn, maar intussen verloren zijn troepen in de rest van Jemen steeds meer terrein op de Houthi's die in maart ook Aden begonnen te bedreigen. Hierop ontvluchtte Al-Hadi Jemen naar Saoedi-Arabië, waar hij tijdelijk politiek asiel kreeg. Tezelfdertijd begon een coalitie van tien Arabische landen met luchtaanvallen op de Houthi's. Nadat de coalitie van tien Arabische landen Aden en anderen delen van Jemen bevrijd hadden, keerde Hadi op 22 september 2015 terug naar Aden.
Op 7 april 2022 kondigde Hadi in een televisietoespraak zijn ontslag aan als president. Ook verklaarde hij vicepresident Ali Mohsen al-Ahmar te ontslaan en de bevoegdheden van beide ambten over te dragen aan de nieuw gevormde achtkoppige Presidentiële Raad, geleid door Rashad al-Alimi. Hij zei ook dat de raad de taak zou krijgen om met de Houthi-rebellen te onderhandelen over een permanent staakt-het-vuren.